# Molocikî, Ripkî
Molocikî (în ucraineană Молочки) este un sat în comuna Pușkari din raionul Ripkî, regiunea Cernihiv, Ucraina.

## Demografie
Componența lingvistică a localității Molocikî
     Ucraineană (100%)
Conform recensământului din 2001, toată populația localității Molocikî era vorbitoare de ucraineană (100%).